# Gare de Montreux-Collège
La gare de Montreux-Collège est une gare ferroviaire situé sur le territoire de la commune suisse de Montreux, dans le canton de Vaud. Elle tire son nom de la proximité de l'Établissement primaire et secondaire Montreux-Est.

## Situation ferroviaire
La gare de Montreux-Collège est située au point kilométrique 0,65 de la ligne de Montreux à Lenk im Simmental.
Elle est dotée d'une seule voie bordée par un quai.

## Histoire
Le 6 août 2013, un homme voulant sauver son chien qui était sur la voie a été gravement blessé par un train à hauteur de la gare de Montreux-Collège. Il est décédé quelques dizaines de minutes plus tard au Centre hospitalier universitaire vaudois.
La gare de Montreux-Collège a vu sa desserte se réduire de deux trains par heure et par sens à un seul depuis le changement d'horaire de décembre 2020. Ce changement de desserte est dû à la mise en place du nouvel horaire cadencé entre Montreux et Zweisimmen permettant la desserte à la demi-heure d'une partie des gares de Montreux aux Avants ainsi qu'un sillon supplémentaire accéléré entre Montreux et Zweisimmen. Selon l'exploitant, Montreux-Collège ne peut être desservie en raison de l'augmentation du temps de parcours induite par une telle desserte ainsi que le manque de points de croisement entre Montreux et Fontanivent,.

## Service des voyageurs

### Accueil
Gare du MOB, elle est dotée d'un abri et d'un distributeur automatique de titres de transport sur le quai.

### Desserte
La gare de Montreux-Collège est desservie toutes les heures par un train Regio du MOB reliant Montreux aux Avants. Un train en provenance de Zweisimmen s'arrête le matin à titre dérogatoire pour les étudiants tandis qu'en soirée, la gare est desservie une fois par heure par les trains reliant Montreux à Zweisimmen qui desservent alors tous les arrêts de la ligne.

### Intermodalité
La gare de Montreux-Collège n'est en correspondance avec aucune autre ligne de transports en commun.